# Pilgrim's Pride
Pilgrim's Pride Corporation är ett amerikanskt multinationellt livsmedelsföretag som är verksamma inom köttproduktion av fjäderfä. De är världens näst största producent med kapacitet att bearbeta fler än 34 miljoner fjäderfä i veckan och producerar årligen mer än 3,17 miljoner ton kycklingkött. Företaget har ett nätverk bestående av fler än 4 000 uppfödare i USA och Mexiko och har verksamheter i tolv amerikanska delstater, Mexiko och Puerto Rico. Pilgrim's ägs till 75,5% av världens största köttproducent i det brasilianska JBS S.A.
Den 2 oktober 1946 grundades Pilgrim's Pride av Pat Johns och bröderna Aubrey och Bo Pilgrim och där affärsidén var att sälja paketvis 100 kycklingar och en säck djurfoder till uppfödare mot att ha kycklingarna hos dem och sälja tillbaka när kycklingarna var redo för slakt. Med åren växte företaget och den första stora expansionen skedde på 1950-talet när de etablerades i Texas. Den 15 november 1986 blev företaget listat på New York Stock Exchange (NYSE) och ett år senare inledde Pilgrim's sin första internationella expansion när de etablerades på den mexikanska marknaden. 2008 drabbades den globala köttindustrin av rekordhöga priser på majs, överproduktion av fjäderfä och en global finanskris som ledde till att Pilgrim's fick akut kapitalbrist, och de ansökte i december om konkursskydd. En ny företagsledning togs in och inledde ett 13 månaders långt arbete för att få bukt med de finansiella problem de hade. Åtgärderna innehöll nedläggningar av produktionsanläggningar, massuppsägningar av anställda och att vara enbart ett marknadsdrivande företag. I december 2009 förvärvade JBS USA, amerikanskt dotterbolag till JBS S.A., 64% av Pilgrim's till en kostnad på totalt $2,8 miljarder. Den 27 december 2012 blev de avnoterade från NYSE och började handlas på Nasdaq.
För 2016 hade de en omsättning på nästan $7,9 miljarder och i mars 2017 bestod deras personalstyrka av 41 900 anställda. Deras huvudkontor ligger i Greeley i Colorado.